# ATP Challenger Lošinj
Das ATP Challenger Lošinj (offizieller Name: Lošinj Open) war ein 2021 einmalig stattfindendes Tennisturnier in Veli Lošinj, Kroatien. Es war Teil der ATP Challenger Tour und wurde im Freien auf Sand ausgetragen.

## Liste der Sieger

### Einzel
| Jahr | Sieger          | Finalgegner      | Ergebnis |
| ---- | --------------- | ---------------- | -------- |
| 2021 | Carlos Taberner | Marco Cecchinato | kampflos |

### Doppel
| Jahr | Sieger                      | Finalgegner                    | Ergebnis  |
| ---- | --------------------------- | ------------------------------ | --------- |
| 2021 | Andrej Martin Sam Weissborn | Victor Vlad Cornea Ergi Kırkın | 6:1, 7:65 |